# Billy Owens
Billy Owens (Carlisle, 11 de março de 1969) é um ex-jogador norte-americano de basquete profissional que atuou na  National Basketball Association (NBA). Foi o número 3 do Draft de 1991.